# Vespa quinquefasciata
Vespa quinquefasciata är en getingart som beskrevs av Müller 1766. Vespa quinquefasciata ingår i släktet bålgetingar, och familjen getingar. Inga underarter finns listade i Catalogue of Life.